# Nati nel 1946/Novembre
| Questa pagina contiene informazioni ricavate automaticamente dalle voci biografiche con l'ausilio del template Bio e di un bot. L'aggiornamento è periodico e automatico e ricostruisce completamente la pagina. Se manca una persona in questa lista, sei pregato di non aggiungerla, ma accertati piuttosto che la sua voce biografica contenga il template Bio e che i dati anagrafici siano correttamente compilati. Se il template Bio manca, inseriscilo tu stesso o, in alternativa, metti l'avviso {{tmp\|Bio}} che ne segnala la mancanza. Se i dati riportati sono sbagliati, correggi direttamente la voce biografica; le modifiche saranno visibili in questa lista entro pochi giorni. Per chiarimenti vedi il progetto biografie. La lista contiene solo le 253 persone che sono citate nell'enciclopedia e per le quali è stato implementato correttamente il template Bio. Pagina aggiornata al 10 lug 2025. |

- 1º novembre - Peter Allen, calciatore inglese († 2023)
- 1º novembre - Bruno Chinellato, allenatore di calcio e calciatore italiano († 2008)
- 1º novembre - Ric Grech, bassista e polistrumentista britannico († 1990)
- 1º novembre - Paolo Macry, storico italiano
- 1º novembre - Enrico Maggioni, dirigente sportivo e ex ciclista su strada italiano
- 1º novembre - Dennis Muren, artista e effettista statunitense
- 1º novembre - Georgij Nikolaenko, attore e regista sovietico
- 1º novembre - Yuko Shimizu, designer giapponese
- 1º novembre - Herbert Spohn, fisico e matematico tedesco
- 1º novembre - Jean-Paul Villain, ex siepista francese
- 1º novembre - Zhang Gaoli, politico cinese
- 2 novembre - István Görgényi, ex pallanuotista ungherese
- 2 novembre - Alan Jones, ex pilota automobilistico australiano
- 2 novembre - Richard Newman, doppiatore statunitense
- 2 novembre - Norman Quijano, politico salvadoregno
- 2 novembre - Giuseppe Sinopoli, direttore d'orchestra, compositore e saggista italiano († 2001)
- 2 novembre - Mario Specchio, scrittore, poeta e traduttore italiano († 2012)
- 3 novembre - Massimo Camisasca, vescovo cattolico e teologo italiano
- 3 novembre - Udo Hempel, ex pistard tedesco
- 3 novembre - Tommy Jackson, allenatore di calcio e ex calciatore nordirlandese
- 3 novembre - Beat Kuert, regista cinematografico, produttore cinematografico e sceneggiatore svizzero
- 3 novembre - Manuel Elkin Patarroyo, medico colombiano († 2025)
- 3 novembre - Tom Savini, attore, truccatore e effettista statunitense
- 3 novembre - Andrzej Skrzydlewski, lottatore polacco († 2006)
- 4 novembre - John Callen, attore e regista teatrale britannico
- 4 novembre - John Cooper, ex tennista australiano
- 4 novembre - Laura De Fusco, pianista italiana
- 4 novembre - Frederick Elmes, direttore della fotografia statunitense
- 4 novembre - Rudi Hiti, allenatore di hockey su ghiaccio e ex hockeista su ghiaccio jugoslavo
- 4 novembre - Ivan Kiasašvili, regista sovietico († 2001)
- 4 novembre - Laura Bush, educatrice e scrittrice statunitense
- 4 novembre - Robert Mapplethorpe, fotografo statunitense († 1989)
- 4 novembre - Rita Ridley, mezzofondista britannica († 2013)
- 4 novembre - Giuseppe Sergi, storico italiano
- 4 novembre - Luciana Serra, soprano italiano
- 4 novembre - Isamu Sonoda, ex judoka giapponese
- 4 novembre - Zsuzsa Tarjányi, ex cestista ungherese
- 5 novembre - Herman Brood, cantautore olandese († 2001)
- 5 novembre - Narcis Coman, ex calciatore rumeno
- 5 novembre - Loleatta Holloway, cantante statunitense († 2011)
- 5 novembre - Al Karlander, hockeista su ghiaccio canadese
- 5 novembre - Gram Parsons, cantautore, chitarrista e pianista statunitense († 1973)
- 5 novembre - Benedito Roberto, arcivescovo cattolico angolano († 2020)
- 6 novembre - Jürgen Bartsch, serial killer tedesco († 1976)
- 6 novembre - Eddie DeBartolo Jr., imprenditore e dirigente sportivo statunitense
- 6 novembre - Sally Field, attrice statunitense
- 6 novembre - César Nombela Cano, microbiologo spagnolo († 2022)
- 6 novembre - Pando Pandov, ex cestista bulgaro
- 6 novembre - Fred Penner, cantante e conduttore televisivo canadese
- 6 novembre - Andrew Saul, funzionario statunitense
- 6 novembre - Giovanni Spampinato, giornalista italiano († 1972)
- 6 novembre - George Young, produttore discografico e bassista scozzese († 2017)
- 6 novembre - Dieter Zembski, ex calciatore tedesco occidentale
- 7 novembre - John Aylward, attore statunitense († 2022)
- 7 novembre - Daniela Giordano, attrice e modella italiana († 2022)
- 7 novembre - Dino Scantamburlo, politico italiano
- 8 novembre - Cristián Contreras Molina, vescovo cattolico cileno
- 8 novembre - John Farrar, musicista e compositore australiano
- 8 novembre - Andrea Giubilo, giornalista italiano
- 8 novembre - Guus Hiddink, ex calciatore, allenatore di calcio e dirigente sportivo olandese
- 8 novembre - Roger Jones, allenatore di calcio e ex calciatore inglese
- 8 novembre - Stanislav Karasi, allenatore di calcio e ex calciatore jugoslavo
- 8 novembre - Louiselle, cantante italiana († 2024)
- 8 novembre - Salvatore Sarno, velista italiano
- 8 novembre - Bjarne Strand, ex sciatore alpino norvegese
- 8 novembre - Alexander Varshavsky, biochimico e insegnante russo
- 8 novembre - Roy Wood, cantante, bassista e polistrumentista britannico
- 9 novembre - Atle Bilsback, ex calciatore norvegese
- 9 novembre - Lloyd Haft, poeta, traduttore e sinologo olandese
- 9 novembre - Benny Mardones, cantante e musicista statunitense († 2020)
- 9 novembre - Marina Warner, scrittrice e antropologa inglese
- 9 novembre - Riccardo Zara, cantante, musicista e compositore italiano
- 10 novembre - Geoff Allen, ex calciatore inglese
- 10 novembre - Roy Thomas Baker, produttore discografico britannico († 2025)
- 10 novembre - Rodolfo Baldini, attore e doppiatore italiano
- 10 novembre - Ilda Bartoloni, giornalista e scrittrice italiana († 2009)
- 10 novembre - Antônio Fernando Brochini, vescovo cattolico brasiliano († 2024)
- 10 novembre - Jack Ketchum, scrittore statunitense († 2018)
- 10 novembre - Avelino Moriggi, ex calciatore italiano
- 10 novembre - Dragan Mutibarić, ex calciatore jugoslavo
- 10 novembre - Alaina Reed-Hall, attrice e cantante statunitense († 2009)
- 10 novembre - Hannes Swoboda, politico austriaco
- 11 novembre - Corrine Brown, politica statunitense
- 11 novembre - Paolo Fanelli, politico italiano
- 11 novembre - Al Holbert, pilota automobilistico statunitense († 1988)
- 11 novembre - Michele Maffei, ex schermidore, maestro di scherma e dirigente sportivo italiano
- 11 novembre - Folkert Meeuw, ex nuotatore tedesco occidentale
- 11 novembre - Cristina Perincioli, regista, scrittrice e attivista svizzera
- 11 novembre - Ruggero Ruggeri, politico italiano
- 11 novembre - Vladimir Alekseevič Solovëv, cosmonauta sovietico
- 11 novembre - Waltencir, calciatore brasiliano († 1978)
- 12 novembre - Giuseppe Dipaola, politico italiano
- 12 novembre - Arrigo Dolso, calciatore italiano († 2015)
- 12 novembre - Krister Henriksson, attore svedese
- 12 novembre - Keith Mitchell, politico grenadino
- 12 novembre - Stefano Simoncelli, schermidore e dirigente sportivo italiano († 2013)
- 12 novembre - Oleg Yesayan, politico karabakho
- 13 novembre - Sabah Bizi, calciatore albanese († 2025)
- 13 novembre - Gerrie Deijkers, calciatore olandese († 2003)
- 13 novembre - Giovanni Gavazzi, calciatore italiano († 2024)
- 13 novembre - Adolfo González Montes, vescovo cattolico spagnolo
- 13 novembre - Christian Goux, fumettista francese
- 13 novembre - Luther Green, cestista statunitense († 2006)
- 13 novembre - Ian Sharp, regista inglese
- 14 novembre - Davide Boifava, dirigente sportivo, ex ciclista su strada e pistard italiano
- 14 novembre - Sacheen Littlefeather, attrice e attivista statunitense († 2022)
- 14 novembre - Roland Duchâtelet, imprenditore e politico belga
- 14 novembre - Giacomino Granchi, politico italiano († 2011)
- 14 novembre - Simmie Hill, cestista statunitense († 2013)
- 14 novembre - Piero Ortu, politico italiano
- 14 novembre - Rick Pagnutti, ex hockeista su ghiaccio canadese
- 15 novembre - Giovanni Bramucci, ciclista su strada italiano († 2019)
- 15 novembre - Giorgio Conca, imprenditore e politico italiano
- 15 novembre - Athos De Luca, politico italiano
- 15 novembre - Vasilīs Gkoumas, ex cestista greco
- 15 novembre - José Aparecido dos Santos, ex cestista brasiliano
- 15 novembre - Rebiya Kadeer, politica cinese
- 15 novembre - Roberto Liotti, politico italiano
- 15 novembre - Enzo Marciante, fumettista, animatore e illustratore italiano
- 15 novembre - Carmen Romero, politica spagnola
- 15 novembre - Tatti Sanguineti, critico cinematografico e giornalista italiano
- 15 novembre - Rino Vernizzi, fagottista italiano († 2022)
- 15 novembre - Cemil Çiçek, politico turco
- 16 novembre - Colin John Burgess, batterista australiano († 2023)
- 16 novembre - Wolfgang Kleff, allenatore di calcio e ex calciatore tedesco
- 16 novembre - Barbara Leigh, ex modella e attrice statunitense
- 16 novembre - Peter McCloy, ex calciatore scozzese
- 16 novembre - Terence McKenna, scrittore, naturalista e filosofo statunitense († 2000)
- 16 novembre - Luís Ribeiro Pinto Neto, calciatore brasiliano († 2022)
- 16 novembre - Jo Jo White, cestista e allenatore di pallacanestro statunitense († 2018)
- 16 novembre - Slobodan Šijan, regista e sceneggiatore serbo
- 17 novembre - Martin Barre, chitarrista, compositore e musicista britannico
- 17 novembre - Billy Baum, ex cestista portoricano
- 17 novembre - Vincenzo Bertolone, arcivescovo cattolico italiano
- 17 novembre - Terry Branstad, politico statunitense
- 17 novembre - Petra Burka, ex pattinatrice artistica su ghiaccio canadese
- 17 novembre - Graziano Cioni, politico italiano
- 17 novembre - Mantantu Kidumu, ex calciatore della Repubblica Democratica del Congo
- 17 novembre - Mario Meini, vescovo cattolico italiano
- 17 novembre - Robbie Nichols, giocatore di football americano statunitense († 2011)
- 18 novembre - Gavino Angius, politico italiano
- 18 novembre - Pierre Chanal, militare francese († 2003)
- 18 novembre - Alan Dean Foster, scrittore statunitense
- 18 novembre - Bernd Gersdorff, ex calciatore tedesco
- 18 novembre - Jack N. Green, direttore della fotografia e regista statunitense
- 18 novembre - Niky, cantante italiana
- 18 novembre - Chris Rainbow, cantante, compositore e produttore discografico scozzese († 2015)
- 18 novembre - Aldo Timossi, giornalista e scrittore italiano
- 19 novembre - Vladyslav Kryščyšyn, sollevatore sovietico († 2001)
- 19 novembre - Methodios, vescovo ortodosso statunitense
- 19 novembre - Christer Tonning, ex calciatore svedese
- 19 novembre - Abdul Rahman bin Sa'ud Al Sa'ud, principe e dirigente sportivo saudita († 2004)
- 20 novembre - Duane Allman, chitarrista e cantante statunitense († 1971)
- 20 novembre - Tom Bokern, ex calciatore statunitense
- 20 novembre - Algimantas Butnorius, scacchista lituano († 2017)
- 20 novembre - Choe Jong-gyu, ex cestista sudcoreano
- 20 novembre - Cirillo I, arcivescovo ortodosso russo
- 20 novembre - Selris Figaro, ex calciatore trinidadiano
- 20 novembre - Stefano Lanuzza, italianista, saggista e traduttore italiano
- 20 novembre - James Murray, ex slittinista statunitense
- 20 novembre - Bruno Piaser, ex calciatore italiano
- 20 novembre - Bruno Tommaso, contrabbassista, compositore e arrangiatore italiano
- 20 novembre - Sullivan Walker, attore e insegnante statunitense († 2012)
- 20 novembre - Samuel E. Wright, attore e doppiatore statunitense († 2021)
- 21 novembre - Dieter Birnbacher, filosofo tedesco
- 21 novembre - Luisella Cavallini, politica italiana
- 21 novembre - Emma Cohen, attrice, regista e sceneggiatrice spagnola († 2016)
- 21 novembre - Andrew Davis, regista statunitense
- 21 novembre - Francesco Pizzetti, giurista italiano
- 22 novembre - Mitsuko Baishō, attrice giapponese
- 22 novembre - Aston Barrett, musicista, bassista e produttore discografico giamaicano († 2024)
- 22 novembre - Domenico Bova, politico italiano († 2019)
- 22 novembre - Franco Ferrari, grecista e traduttore italiano († 2023)
- 22 novembre - Jaroslav Jevdokimov, cantante russo
- 22 novembre - Oleg Kagan, violinista sovietico († 1990)
- 22 novembre - Paul A. Partain, attore statunitense († 2005)
- 22 novembre - Gabriele von Arnim, giornalista, scrittrice e conduttrice televisiva tedesca
- 23 novembre - Maria Teresa Bassa Poropat, politica italiana
- 23 novembre - Ankie Broekers-Knol, politica olandese
- 23 novembre - Ludwig Bründl, ex calciatore tedesco occidentale
- 23 novembre - Vincenzo Canelli, politico italiano
- 23 novembre - Grazia Francescato, giornalista e attivista italiana
- 23 novembre - Giōrgos Koudas, ex calciatore greco
- 23 novembre - Frans Mintjens, ex ciclista su strada belga
- 23 novembre - Joseph Serge Miot, arcivescovo cattolico haitiano († 2010)
- 23 novembre - Lucio Mongardi, calciatore italiano († 2001)
- 23 novembre - Michele Pennisi, arcivescovo cattolico italiano
- 23 novembre - Bobby Rush, politico e attivista statunitense
- 23 novembre - Ray Telford, ex calciatore inglese
- 23 novembre - Carlo Vincenti, artista e poeta italiano († 1978)
- 23 novembre - Élisabeth Wiener, attrice e doppiatrice francese
- 24 novembre - Josef Augusta, hockeista su ghiaccio ceco († 2017)
- 24 novembre - Ted Bundy, serial killer statunitense († 1989)
- 24 novembre - Roberto Challe, allenatore di calcio e calciatore peruviano († 2024)
- 24 novembre - Tony Clarkin, chitarrista e compositore britannico († 2024)
- 24 novembre - Jimmy Collins, cestista e allenatore di pallacanestro statunitense († 2020)
- 24 novembre - Julio Ducuron, pittore argentino
- 24 novembre - Minoru Kobata, ex calciatore giapponese
- 24 novembre - Claudio Piazza, allenatore di pallavolo e ex pallavolista italiano
- 24 novembre - Jan Ruiter, ex calciatore olandese
- 24 novembre - Jane Stanton Hitchcock, scrittrice e sceneggiatrice statunitense († 2025)
- 25 novembre - Jean-Marie Alexandre, politico francese
- 25 novembre - Bev Bevan, batterista britannico
- 25 novembre - Slim Borgudd, pilota automobilistico e musicista svedese († 2023)
- 25 novembre - Mike Doyle, calciatore inglese († 2011)
- 25 novembre - Mary-Ann Eisel, ex tennista statunitense
- 25 novembre - Armando Felipe Simões de Carvalho, cestista brasiliano († 2023)
- 25 novembre - Wolfgang Sachs, ambientalista e saggista tedesco
- 25 novembre - Donald Sassoon, storico, scrittore e saggista britannico
- 25 novembre - Johnny Valiant, wrestler statunitense († 2018)
- 25 novembre - Klaus Zerta, ex canottiere tedesco
- 26 novembre - Rafael Argüelles, ex calciatore cubano
- 26 novembre - Mark L. Lester, produttore cinematografico, regista e sceneggiatore statunitense
- 26 novembre - Roger Rosiers, ex ciclista su strada e pistard belga
- 26 novembre - Art Shell, ex giocatore di football americano e allenatore di football americano statunitense
- 26 novembre - Michelangelo Sulfaro, ex calciatore italiano
- 27 novembre - Patrizia Arnaboldi, politica italiana († 2025)
- 27 novembre - Simone Carella, regista teatrale italiano († 2016)
- 27 novembre - Jerome Clark, ufologo e scrittore statunitense
- 27 novembre - Richard Codey, politico statunitense
- 27 novembre - Bent Schmidt Hansen, calciatore danese († 2013)
- 27 novembre - Antonio Martos, ex ciclista su strada spagnolo
- 27 novembre - Luciano Mecacci, psicologo italiano
- 27 novembre - Roland Minnerath, arcivescovo cattolico francese
- 27 novembre - Eduard Novák, hockeista su ghiaccio ceco († 2010)
- 27 novembre - Lauro Pomaro, ex calciatore italiano
- 27 novembre - John Worrall, filosofo inglese
- 28 novembre - Joe Dante, regista, sceneggiatore e produttore cinematografico statunitense
- 28 novembre - David Doubilet, fotografo statunitense
- 28 novembre - Kathleen Ellis, ex nuotatrice statunitense
- 28 novembre - Chisako Kakehi, serial killer giapponese († 2024)
- 28 novembre - Nikolaj Korol'kov, cavaliere russo († 2024)
- 28 novembre - Li Baotian, attore cinese
- 28 novembre - Kazuhiro Ninomiya, ex judoka giapponese
- 28 novembre - Jeannine Oppewall, scenografa statunitense
- 28 novembre - Gabriella Pozzuolo, ex ginnasta italiana
- 28 novembre - Paolo Scaroni, manager, dirigente sportivo e banchiere italiano
- 29 novembre - Suzy Chaffee, ex sciatrice alpina, attrice e attivista statunitense
- 29 novembre - Vuk Drašković, politico serbo
- 29 novembre - Conceição Evaristo, scrittrice, critica letteraria e attivista brasiliana
- 29 novembre - Nikolaj Ivanovič Kiselëv, allenatore di calcio e ex calciatore sovietico
- 29 novembre - Franz Merkhoffer, ex calciatore tedesco
- 29 novembre - Stefano Oppedisano, attore e doppiatore italiano
- 29 novembre - Silvio Rodríguez, musicista cubano
- 29 novembre - Gonzalo Vega, attore messicano († 2016)
- 30 novembre - Marina Abramović, artista serba
- 30 novembre - Angiola Baggi, doppiatrice, direttrice del doppiaggio e attrice italiana
- 30 novembre - Jeffrey Boam, sceneggiatore e produttore cinematografico statunitense († 2000)
- 30 novembre - Yechezkel Chazom, calciatore israeliano († 2023)
- 30 novembre - Barbara Cubin, politica e chimico statunitense
- 30 novembre - Andreas D. Fröhlich, insegnante tedesco
- 30 novembre - Tom Kondla, ex cestista statunitense
- 30 novembre - Ian Sneddon, ex calciatore scozzese